# Nabulu
Nabulu, Nabula, Nabul – starożytne miasto w północnej Mezopotamii, identyfikowane z tureckim stanowiskiem archeologicznym Girnavaz, leżącym 4 kilometry na północ od miasta Nusaybin (asyryjska Nasibina).

## Identyfikacja
W trakcie prac wykopaliskowych prowadzonych w Girnavaz w 1984 roku odnaleziono dwa nowoasyryjskie dokumenty, a w jednym z nich wymieniona została nazwa miasta – Nabul.

## Dzieje
W końcu XIV w. p.n.e. Nabula była jednym z ważniejszych miast należących do huryckiego królestwa Hanigalbat. Gdy Wasaszatta, król Hanigalbatu, zbuntował się przeciw asyryjskiemu zwierzchnictwu, Nabula znalazła się wśród miast zdobytych przez asyryjskiego króla Adad-nirari I (1307-1275 r. p.n.e.) w trakcie tłumienia tego buntu. W XI w. p.n.e. asyryjski król Aszur-bel-kala (1073-1056 p.n.e.) stoczył pod Nabulą bitwę z Aramejczykami. Pod koniec panowania Salmanasara III (858-824 p.n.e.) Nabulu wraz z wieloma innymi asyryjskimi miastami dołączyło do wielkiej rebelii zainicjowanej przez Aszur-da’’in-apla, syna króla, który podjął próbę przejęcia władzy w Asyrii. Rebelię tą udało się dopiero stłumić Szamszi-Adadowi V (823-811 p.n.e.), innemu synowi i następcy Salmanasara III. 